# Richard Gephardt
Richard Andrew Gephardt, né le 31 janvier 1941 à Saint-Louis (Missouri), est un homme politique américain, membre du Parti démocrate et représentant du 3e district du Missouri à la Chambre des représentants des États-Unis de 1977 à 2005. Il est par ailleurs chef des démocrates à la Chambre entre 1989 et 2003, et à ce titre chef de la majorité entre 1989 et 1995 et de la minorité entre 1995 et 2003.

## Études et carrière professionnelle
Gephardt est né à Saint-Louis, dans le Missouri, et a reçu son diplôme de South West High School en 1958.
Il a fait ses études universitaires à l'université Northwestern en 1962, et celles de droit à l'université du Michigan Law school en 1965.
En 1965, il a été admis au barreau de l’État du Missouri. Puis, il est entré dans la Garde nationale où il sert en tant que pilote jusqu’en 1971.

## Carrière politique au Congrès
De 1968 à 1971, il est conseiller municipal du Parti démocrate à St. Louis, s’avançant au rang le plus élevé (celui d'« alderman ») qu’il a tenu de 1971 à 1976.
En 1976, il est élu comme représentant du Missouri au 95e Congrès des États-Unis. Il y sera réélu tous les deux ans jusqu'à son retrait de la vie politique en 2004.
De 1989 à 1994, il est « dirigeant de la majorité » (majority leader) de la Chambre des représentants puis, après que les démocrates ont perdu la majorité lors des élections de 1994, devient minority leader jusqu'en 2002.
Si à l'origine Dick Gephardt est un démocrate conservateur — il se prononce contre le droit à l'avortement jusqu'en 1986, vote pour les réductions d’impôts de l'administration de Ronald Reagan en 1981 —, il évolue peu à peu vers des positions plus progressistes. Ainsi, il a été un des plus grands adversaires des baisses d'impôts votées durant le premier mandat de George W. Bush. Il se prononce pour la création d'un système de couverture maladie universelle, contre les accords de libre-échange comme ceux de l'ALENA.
S'il est un temps proche des Nouveaux démocrates, son positionnement en faveur des organisations syndicales l'éloigne de cette tendance au sein du Parti démocrate. Son rôle influent à la Chambre lui permet d'exercer une grande influence sur les élus démocrates.
En 2002, il ne se représente pas à la direction des démocrates à la Chambre des représentants et laisse la place de minority leader à Nancy Pelosi, une élue progressiste de Californie qui le soutient durant les primaires démocrates de 2004.

## Candidat aux élections présidentielles
En 1988, il décide de se lancer dans l'élection présidentielle, mais échoue durant les primaires démocrates face à Michael Dukakis, en dépit de bons débuts dans l'Iowa.
Seize ans plus tard, lors de l'élection présidentielle de 2004, il décide de se représenter une nouvelle fois et bénéficie de l'appui des grands syndicats dont il a toujours été proche, luttant pour des salaires plus élevés pour les ouvriers. Ainsi a-t-il combattu les accords internationaux de libre-échange (dont le NAFTA). Pour les primaires démocrates, il bénéficiait du soutien des syndicalistes et en particulier de la puissante AFL-CIO ainsi que d'une grande partie de la communauté homosexuelle (proche du parti démocrate) après le coming-out de sa fille Chrissy Gephardt.
Le premier scrutin des élections primaires américaines pour la présidence a lieu en Iowa en janvier 2004, un État rural et syndicaliste. Gephardt avait dit lors de cette campagne que s’il ne gagnait pas en Iowa ou au moins s'il n'arrivait pas en deuxième position, il quitterait la campagne électorale.
Alors que l’Iowa était considéré comme très favorable à Gephardt puisque limitrophe du Missouri, il n'y arrive qu'en quatrième position lors des primaires pour l'investiture. C'est logiquement alors qu'il se retire de la campagne, apportant quelques jours plus tard son soutien à John Kerry.
Bien qu’il se soit retiré de la campagne pour la présidence américaine, Gephardt a été mentionné comme candidat possible à la vice-présidence avec John Kerry.
Le 7 mars 2004, le gouverneur de l’État du Nouveau-Mexique Bill Richardson  (vu alors comme un candidat à la vice-présidence) a soutenu Gephardt pour la place de candidat à la vice-présidence. Néanmoins, John Kerry a finalement porté son choix sur John Edwards, le sénateur de Caroline du Nord.